# 국성
국성(國姓)은 나라를 다스리는 군주가 속해 있는 왕조의 성씨 및 가문을 말한다. 특히 동아시아 군주국들의 왕실 성씨를 지칭할 때 자주 사용된다.

## 국성 목록

### 한국
- 부여 : 해씨(解氏)
- 고구려 : 고씨(高氏)
- 백제 : 부여씨
- 신라 : 박씨(朴氏), 석씨(昔氏), 김씨(金氏)
- 가야 : 김해 김씨(金海金氏), 함창 김씨(咸昌金氏), 고성 김씨(固城金氏)
- 탐라 : 제주 고씨(濟州高氏), 제주 양씨(濟州梁氏), 제주 부씨(濟州夫氏), 남평 문씨(南平文氏)
- 발해 : 밀양 대씨(密陽大氏), 백주 태씨(白州 太氏)
- 후백제 : 황간 견씨(黃磵甄氏)
- 고려 : 개성 왕씨(開城王氏)
- 조선 : 전주 이씨(全州李氏)

### 중국
- 상나라 : 자씨(子氏)
- 주나라 : 희씨(姬氏)
- 진나라 : 영씨(嬴氏)
- 전한, 후한, 촉한 : 유씨(劉氏)
- 조위 : 조씨(曹氏)
- 동오 : 손씨(孫氏)
- 서진, 동진 : 사마씨(司馬氏)
- 북위 : 탁발씨(拓跋氏, 한화정책 이전) -> 원씨(元氏, 한화정책 이후)
- 수나라 : 양씨(楊氏)
- 당나라 : 농서 이씨(隴西李氏)
- 송나라 : 조씨(趙氏)
- 요나라 : 아율씨(耶律氏)
- 금나라 : 완안씨(完顔氏)
- 명나라 : 강서 주씨(姜徐朱氏)
- 청나라 : 아이신기오로

### 몽골
- 몽골 제국과 그 산하 국가(원, 킵차크 칸국, 우구데이 칸국, 차카타이 칸국, 일 칸국) : 보르지긴

### 베트남
- 어우락 : 툭
- 남비엣 : 찌에우
- 대월
  - 리
  - 쩐
  - 호
  - 레
  - 막
  - 떠이선
  - 응우옌

### 류큐 왕국
- 쇼씨(尚氏)